# STONE OCEAN
「STONE OCEAN」（ストーンオーシャン）は、ichigo from 岸田教団&THE明星ロケッツのシングル。2021年12月1日にワーナー・ホーム・ビデオから発売された。

## 概要
表題曲「STONE OCEAN」は、テレビアニメ『ジョジョの奇妙な冒険』Part6 ストーンオーシャンの第1・第2クール（第1話〜第24話）オープニングテーマに起用された。ディスクジャケットには、同作の主人公空条徐倫が描かれている。
ichigoが話を貰ったのは2020年秋頃であり、マネージャーから「今日話があるから会えないか」と呼び出され直接伝えられたという。

## 収録曲
1. STONE OCEAN [3:29]
  - 作詞：藤林聖子、作曲：河田貴央、編曲：家原正樹
  - テレビアニメ『ジョジョの奇妙な冒険』Part6 ストーンオーシャン第1・第2クール（第1話〜第24話）オープニングテーマ
  - ichigoは「徐倫たち3人がガールズバンドを組んでフェスに出たような気持ち」というイメージだと話す。また、徐倫が強くなっていく過程の段階の歌と捉え、「深くなりすぎないように」気を付けて歌ったとのこと[4]。
2. STONE OCEAN -English Ver.- [3:29]
3. STONE OCEAN(Instrumental)  [3:29]